# Hamparan Perak (plaats)
Hamparan Perak is een bestuurslaag in het regentschap Deli Serdang van de provincie Noord-Sumatra, Indonesië. Hamparan Perak telt 14.157 inwoners (volkstelling 2010).